# Морберг, Кристап
Кри́стап Мо́рберг (латыш. Kristaps Morbergs, в некоторых источниках Кристофер Морберг, от нем. Christoph Mohrberg; 2 октября 1844, Букайшская волость — 8 апреля 1928, Рига) — латышский предприниматель, архитектор и меценат.

## Биография
Выходец из бедной рыбацкой семьи куршей.
Брал частные уроки у преподавателей Рижского политехнического института, а также учился в Строительной академии в Берлине.
С 1864 года работал в Риге как строитель. Участвовал в застройке территорий, вводимых в хозяйственный оборот после сноса городских валов (1857—1863). Очень быстро, за несколько лет, сделал состояние.
Принадлежащие Морбергу проекты относят к стилю эпохи Возрождения.
Был дважды женат, первая жена (брак заключен в 1874 году) — дочь пастора Курляндии Анна. В 1881 году Морберг был вынужден развестись вследствие открывшейся душевной болезни жены, но пожизненно выплачивал бывшей жене содержание. Вторая жена — Августа Хартман.
Увлекался коневодством, в своей конюшне имел лошадей редкой породы.
Похоронен на Большом кладбище в Риге.

## Известные постройки
Здания на бульваре Калпака д. 5, бульваре Аспазияс д. 12 и д. 10.
Участник строительства рижского отеля «Рим» (архитектор Я. Бауманис), владельцем которого являлся впоследствии (в годы Великой Отечественной войны здание было разрушено и позднее воссоздано).

## Адреса в Риге
Жил с семьей в доме 12 на бульваре Зигфрида Анны Мейеровица.
Интересным памятником архитектуры является также дача Кристапа Морберга — дом № 52/54 на проспекте Дзинтару в Юрмале.

## Память
Все своё имущество после смерти Морберг завещал Латвийскому университету. В 1934 году был основан Фонд Кристапа Морберга, из средств Фонда выплачиваются стипендии нуждающимся студентам Латвийского университета, Латвийской Академии художеств и Латвийской консерватории.